# Ferhat ile Şirin
Ferhat ile Şirin – turecki serial telewizyjny, który miał swoją premierę 22 listopada 2019 na tureckim kanale FOX.

## Fabuła
Dwójka młodych ludzi – Ferhat i Şirin, zakochują się w sobie mimo dzielących ich różnic. Na drodze do szczęścia muszą pokonać wiele przeszkód, z których największą będzie Banu – siostra dziewczyny.

## Obsada
- Tolga Sarıtaş jako Ferhat
- Cansu Dere jako Banu Karali
- Leyla Tanlar jako Sirin
- Yildiray Sahinler jako Hüsrev
- Ushan Çakır jako Sadik
- Sehsuvar Aktas jako Salim
- Emel Çölgeçen jako Sehnaz
- Alican Barlas jako Yigit
- Nihan Gur jako Sila
- Ali Bahadir Bahar jako Remzi
- Isil Yücesoy jako Hayriye